# Stefan Reimer
Stefan Lars Reimer, född 6 augusti 1962, är en svensk jurist. 
Reimer är sedan 2019 justitieråd i Högsta domstolen.
Stefan Reimer avlade juristexamen vid Lunds universitet 1988. Han tjänstgjorde därefter som tingsnotarie vid Ängelholms tingsrätt 1988–1990 och utsågs 1994 till assessor i Hovrätten över Skåne och Blekinge. Han var sekreterare i Straffansvarsutredningen 1994–1997 och blev därefter rättssakkunnig i Justitiedepartementet 1997. Han var sekreterare i Xenotransplantationskommittén 1998–1999 samt expert och sekreterare i Psykansvarskommittén 1999–2002. Stefan Reimer var rådman i Helsingborgs tingsrätt 2002–2008 och därefter chefsrådman i samma domstol 2008–2019. Han utnämndes den 20 december 2018 till justitieråd i Högsta domstolen. Han tillträdde som justitieråd den 25 mars 2019.